# فدراسیون فوتبال قرقیزستان
فدراسیون فوتبال قرقیزستان نهاد اداره‌کنندهٔ فوتبال در قرقیزستان است. این نهاد در سال ۱۹۹۲ پایه‌گذاری شده و اکنون عضو کنفدراسیون فوتبال آسیا است. در حال حاضر ریاست این نهاد بر عهدهٔ کاناتبیک ماماتوف می‌باشد.